# Ерік Емблер
Ерік Кліффорд Емблер (англ. Eric Clifford Ambler; 28 червня 1909, Лондон — 22 жовтня 1998) — британський письменник, автор політичних детективів, трилерів, шпигунських романів, сценарист.

## Біографія
Народився в родині рекламного менеджера Альфред Емблер, мати — Емі Мадлен Емблер. Паралельно батьки виступали в мюзик-голлі. В 1920-ті роки Ерік Емблер гастролював з батьками по Англії, виступаючи як актор і автор п'єс. З 1924 по 1927 рік навчався в Нортгемтонському інженерному коледжі (нині Лондонський міський університет). Працював інженером, потім, керівником рекламного відділу великої електротехнічної фірми.
Перший літературний успіх прийшов до Еріка Емблера 1937 року з публікацією роману «The Dark Frontier» («Темне прикордоння»)
До 1937 року він очолював рекламне агентство, та після того, як видавництво запропонувало йому договір ще на п'ять романів, вирішив зайнятися виключно літературною працею, проживаючи почасти у Франції та США. У своєму наступному романі «Причина тривоги» (1938) він настільки реалістично описав контрабандистські канали торгівлі зброєю між фашистською Італією та королівством Югославією, що британське міністерство закордонних справ просило Емблера надати додаткові відомості з цього питання. Та Емблер не володів жодною секретною інформацією, а просто дуже ретельно підходив до збору матеріалу для своїх творів, використовуючи відкриті джерела та звичайні географічні мапи. Його п'ятий роман «Маска Дімітріоса» вважається одним з найдосконалішим його творів. Він є класичним зразком жанру триллера та важливою віхою в становленні цього жанру. «Маска Дімітріоса» та інші романи Емблера мали неабиякий вплив на письменників наступних поколінь, зокрема таких авторів, Грем Грін, Джон Ле Карре, Джуліан Сімонс, Фредерік Форсайт та Лен Дейтон.
1938 року письменник працював асистентом сценариста у відомого англійського режисера і продюсера Александра Корди. 1939 року Емблер одружився з американською модельєркою Луїзою Кромбі, з якою познайомився в Парижі. Під час війни Емблер добровольцем вступив у армію, служив в артилерії як водій вантажівки. Пізніше його перевели в спеціальний відділ військової кінематографії, де він знімав навчальні та пропагандистські фільми. Закінчив війну зі званням підполковника (лейтенант-полковника), нагороджений американською Бронзовою зіркою. Після війни Емблер працював сценаристом, 1957 року його запросили на роботу в Голлівуд. До 1959 року він написав близько десятка сценаріїв для британських та американських кінофільмів. Його сценарій до фільму «Жорстоке море» («The Cruel Sea») 1953 року був номінований на Оскар. Одним з найвдаліших його сценаріїв був сценарій до фільму про загибель «Титаніка» «Ніч, яку ми пам'ятаємо» («A Night to Remember»). 1958 року Емблер розлучився зі своєю першою дружиною й одружився з британською сценаристкою Джоан Гаррісон, яка багато працювала разом з Альфредом Гічкоком.
Протягом 1950—1958 років Емблер написав під псевдонімом Еліот Рід 5 триллерів, які були професійно скомпоновані, але поступалися романам, підписаним його справнім прізвищем. Його першим романом після Другої світової війни став роман «Вирок Дельчеву» (1951), в якому тематизуються показові процеси в східноєвропейських комуністичних диктатурах. Після цього майже кожні три роки з'являвся новий роман Емблера. На відміну від Джона Ле Карре, Ерік Емблер не обмежувався класичною тематикою конфлікту Сходу і Заходу, а заторкував теми, які стали предметом дискусій лише в пізніші роки: неоколоніалізм в романі «Нічні відвідувач» (1956), міжнародна торгівля зброєю в «Трансфері зброї» (1959), палестинський конфлікт в романі «Левантієць» (1972), відмивання грошей та ухиляння від сплати податків в романі «Не посилай більше троянди» (1977). Головні герої Емблера є переважно звичайними людьми, які потрапляють у незрозумілі для них, небезпечні ситуації. Таким чином Емблер має нагоду показати актуальні конфлікти свого часу, а також їхній вплив на щоденне життя.
1969 року Емблер переїхав до Швейцарії. 1985 року він опублікував автобіографію під заголовком «Here lies» (заголовок можна перекласти як «Тут лежить», так і «Тут він бреше»). 1993 року з'явилася ще одна книга спогадів «Хто вбив Блаґдена Коула». 1997 року Емблер повернувся до Лондона, де 22 жовтня 1998 року помер. Його друга дружина померла чотири роки раніше, 1994 року.

## Твори

### Романи
- Темне прикордоння / The Dark Frontier (1936)
- Незвична небезпека / Uncommon Danger (1937), опублікований у США під заголовком: Background to Danger
- Епітафія шпигуну / Epitaph for a Spy (1938) (filmed as Hotel Reserve 1944)
- Причина тривоги / Cause for Alarm (1938)
- Маска Дімітріоса / The Mask of Dimitrios (1939), опублікований у США під заголовком: A Coffin for Dimitrios
- Подорож у край страху / Journey into Fear (1940)
- Вирок Дельчеву / Judgment on Deltchev (1951)
- Спадок Ширмера / The Schirmer Inheritance (1953)
- Нічні прибульці / The Night-Comers (1956), також публікувався під заголовком State of Siege
- Трансфер зброї / Passage of Arms (1959); премія «Золотий кинджал»
- Світанкове світло / The Light of Day (1962), також публікувався під заголовком Topkapi; премія Едгара Алана По, 1964
- Різновид люті / A Kind of Anger (1964)
- Брудна історія / Dirty Story (1967)
- Змова інтеркому / The Intercom Conspiracy (1969), також публікувався під заголовком The Quiet Conspiracy
- Левантинець / The Levanter (1972); премія «Золотий кинджал»
- Доктор Фріго / Doctor Frigo (1974)
- Не посилай більше троянд / Send No More Roses (1977), опублікований у США під заголовком: The Siege of the Villa Lipp
- Аби було вчасно / The Care of Time (1981)

### Під псевдонімом Еліот Рід
- Skytip (1950)
- Tender to Danger (1951), також виходив під заголовком Tender to Moonlight
- The Maras Affair (1953)
- Charter to Danger (1954)
- Passport to Panic (1958)

### Сценарії
- The Way Ahead (1944)
- The October Man (1947)
- The Passionate Friends (1949)
- Highly Dangerous (1950)
- The Clouded Yellow (1951)
- The Magic Box (1951)
- Encore (1951)
- The Promoter also known as The Card (1952)
- The Cruel Sea (1953)
- Shoot First also known as Rough Shoot (1953)
- The Purple Plain (1954)
- Lease of Life (1954)
- Yangtse Incident: The Story of HMS Amethyst (1957)
- A Night to Remember (1958)
- The Wreck of the Mary Deare (1959)
- Alfred Hitchcock Presents: Act of Faith (1962), TV episode
- Love Hate Love (1970), TV movie

## Нагороди
- Орден Британської імперії (1981)
- Crossed Red Herrings Award (Золотий Кинджал, 1959)
- Премія Едгара Алана По (1964 р. за роман «The Light of Day»).
- Crossed Red Herrings Award (Золотий Кинджал, 1972)
- Звання «Гранд Майстер» шведської літературної премії за кримінальну літературу (1974)
- Нагорода Grand Master Товариства письменників детективного жанру Америки (1975)
- Лауреат Гран-прі поліцейської літератури (1976)
- Prix Mystère de la critique (1979)
- Премія «Діамантовий Кинджал Картьє» (1986)